# Ikarus 325
Az Ikarus 325 magyar autóbusz. Csak egy példány készült belőle.

## Története
Az IKARUS 325 típus az 1986-os Budapesti Nemzetközi Vásárra (BNV) készült el közel egy hónap alatt. Távolsági busznak készült, második ajtaja a tengely elé került. A típusból egyetlen darab készült. 1996-ban egy jelentkező igényre tervezési szinten kialakításra került egy közép motoros változata is, de ebből nem készült egyetlen darab sem.

## Jellemzői
Eredetileg a hajtáslánc soros kialakítású volt, majd Olaszországban az IVECO gyárban a hajtáslánc egy keresztben elhelyezett IVECO motort kapott. A nyolc és fél méteres jármű kiváló manőverezéssel rendelkezett, és alkalmas volt a budapesti szűk utcákban is végig menni.